# Bief-des-Maisons
 Bief-des-Maisons  es una población y comuna francesa, situada en la región del Franco Condado, departamento de Jura, en el distrito de Lons-le-Saunier y cantón de Les Planches-en-Montagne.

## Demografía
| 114 | 131 | 106 | 96 | 74 | 85 |
| Para los censos de 1962 a 1999 la población legal corresponde a la población sin duplicidades (Fuente: INSEE [Consultar]) |     |     |    |    |    |